# SAGEM myX5-2
SAGEM myX5-2 – telefon komórkowy firmy SAGEM.

## Dane techniczne
- Maksymalny czas czuwania: 300 godzin
- Maksymalny czas rozmów: 5 godzin

### Dodatkowe
- IrDA
- obsługa E-mail
- MMS
- JAVA
- aparat cyfrowy VGA
- GPRS Class 10
- WAP 2.0
- Java 2.0
- dzwonki polifoniczne
- Dyktafon